# Entscheidungstheorie
Die Entscheidungstheorie ist in der angewandten Wahrscheinlichkeitstheorie ein Zweig zur Evaluation der Konsequenzen von Entscheidungen. Die Entscheidungstheorie wird vielfach als betriebswirtschaftliches Instrument benutzt. Zwei bekannte Methoden sind die einfache Nutzwertanalyse (NWA) und der präzisere Analytic Hierarchy Process (AHP). In diesen Methoden werden Kriterien und Alternativen dargestellt, verglichen und bewertet, um die optimale Lösung einer Entscheidung oder Problemstellung finden zu können.

## Geschichte
Die Entscheidungstheorie ist ein interdisziplinäres Forschungsgebiet, das sich mit der systematischen Analyse von Entscheidungsprozessen befasst. Ihre Wurzeln reichen bis in die Antike zurück. Ihre moderne Form entwickelte sich erst im 20. Jahrhundert mit der mathematischen und wirtschaftswissenschaftlichen Fundierung.

### Frühe Ansätze
Die ersten Überlegungen zur Entscheidungsfindung stellten Philosophen wie Aristoteles und Platon an, die sich mit der rationalen Abwägung von Alternativen sowie der Ethik des Entscheidens beschäftigten. In der Scholastik des Mittelalters griffen Denker wie Thomas von Aquin das Thema erneut auf und verbanden es mit theologischen Fragestellungen.

### Wahrscheinlichkeitsrechnung und der Beginn der modernen Entscheidungstheorie
Die Pascalsche Wette ist eine frühe Anwendung der Entscheidungstheorie auf ein metaphysisches Problem. Sie verknüpft Philosophie, Theologie und Entscheidungstheorie und war ein wegweisender Versuch, rationale Entscheidungsfindung auf metaphysische Fragen anzuwenden. Als Modell der Entscheidung unter Unsicherheit beeinflusste sie die spätere Erwartungswerttheorie. Daniel Bernoulli erweiterte diesen Ansatz im 18. Jahrhundert durch die Einführung des Nutzenbegriffs und die Analyse des Sankt-Petersburg-Paradoxon.

### Spieltheorie und formale Modelle
Die systematische Erforschung von Entscheidungsprozessen mit Hilfe mathematischer Modelle begann in den 1940er Jahren mit der Entwicklung der Spieltheorie durch John von Neumann und Oskar Morgenstern, die Entscheidungsfindung in interaktiven Kontexten modellierten. Die Von-Neumann-Morgenstern-Erwartungsnutzenfunktion  bildet die mathematische Grundlage der klassischen Entscheidungstheorie unter Unsicherheit und ist essenziell für die Spieltheorie und die Mikroökonomie. Sie beschreibt, wie rationale Akteure Entscheidungen treffen sollten, doch die Verhaltensökonomie zeigt, dass reale Entscheidungsprozesse oft von ihr abweichen. Parallel dazu entstand die klassische Entscheidungstheorie, insbesondere durch Arbeiten von Leonard Savage und Kenneth Arrow. Savage entwickelte das Konzept der subjektiven Erwartungsnutzentheorie, während Arrow mit seinem Unmöglichkeitstheorem grundlegende Grenzen kollektiver Entscheidungsprozesse aufzeigte.

### Heuristiken und Verhaltenstheorie
In den 1970er Jahren entwickelten sich die ersten Ansätze, die klassische Entscheidungstheorie mit Erkenntnissen der kognitiven Psychologie zu kombinieren. Beispielsweise berücksichtigt die Behavioral Decision Theory sowohl rationale Modelle als auch kognitive Verzerrungen. 1979 stellten Daniel Kahneman und Amos Tversky die von ihnen entwickelte Prospect Theory vor, die zeigte, dass Menschen systematisch von rationalen Entscheidungsmodellen abweichen. Sie wiesen nach, dass Heuristiken, kognitive Verzerrungen und Verlustaversion eine zentrale Rolle bei realen Entscheidungsprozessen spielen.  Dies führte zur Entstehung der Verhaltensökonomik, die bis heute ein zentraler Bereich der Entscheidungstheorie ist.

### Algorithmische Modelle und interdisziplinäre Ansätze
Durch die fortschreitende Entwicklung der Rechenkapazitäten und den Einsatz Künstlicher Intelligenz finden heute zunehmend algorithmische Entscheidungsmodelle sowie Methoden des maschinellen Lernens Anwendung zur Bewältigung komplexer Entscheidungsprobleme. Parallel dazu gewinnen interdisziplinäre Ansätze an Bedeutung, die Konzepte und Erkenntnisse aus der Psychologie, den Wirtschaftswissenschaften und der Informatik integrativ verknüpfen, um Entscheidungsprozesse umfassender zu analysieren und zu optimieren.

## Teilgebiete
Es gibt in der Entscheidungstheorie eine Unterscheidung in drei Teilgebiete:
1. Die normative Entscheidungstheorie basiert auf der Rational-Choice-Theorie und normativen Modellen. Grundlegend hierfür sind Axiome (zum Beispiel Axiom der Rationalität des Entscheiders), welche die Menschen bei der Entscheidung beachten sollten. Durch die axiomatische Herangehensweise lassen sich logisch konsistente Ergebnisse herleiten. ⇒(Wie soll entschieden werden?)
2. Die präskriptive Entscheidungstheorie versucht, Strategien und Methoden herzuleiten, die Menschen helfen, bessere Entscheidungen zu treffen, indem sie normative Modelle verwendet. Gleichzeitig werden die begrenzten kognitiven Fähigkeiten des Menschen untersucht. Des Weiteren werden insbesondere Probleme behandelt, die bei der Implementierung rationaler Entscheidungsmodelle auftreten.
3. Die deskriptive Entscheidungstheorie untersucht dagegen empirisch die Frage, wie Entscheidungen in der Realität tatsächlich getroffen werden. ⇒(Wie wird entschieden?)

Die praktische Anwendung der präskriptiven Entscheidungstheorie wird Entscheidungsanalyse genannt. Hierbei werden Methoden und Software entwickelt, die Menschen bei der Entscheidungsfindung unterstützen sollen. Insbesondere Gesetzgebung und Gesetzesauslegung müssen sich oft an verschiedenen, miteinander konkurrierenden Zielen und Interessen orientieren und zwischen diesen einen Kompromiss anstreben, „der als gerecht erscheint und mit dieser Bedingung den Nutzen optimiert“. Entscheidungsanalysen sollen hierbei „die Vielfalt der Faktoren sichtbar … machen, die in zweckorientierten Entscheidungen eine Rolle spielen. Das erleichtert es, über Zielkonflikte rational zu diskutieren und jene Entscheidungsalternative zu finden, die diese Ziele in optimaler Weise und in optimalem Maße verwirklicht.“
Das Grundmodell der (normativen) Entscheidungstheorie kann man in einer Ergebnismatrix darstellen. Hierin enthalten sind das Entscheidungsfeld und das Zielsystem. Das Entscheidungsfeld umfasst:
- Aktionsraum: Menge möglicher Handlungsalternativen
- Zustandsraum: Menge möglicher Umweltzustände
- Zielraum: Menge der Zieldimensionen
- Zeitraum: Menge der zukünftigen Zeitpunkte
- Ergebnisfunktion: Zuordnung eines Wertes für die Kombination von entweder Aktion und Zustand, Aktion und Ziel oder Aktion und Zeitpunkt.

## Sicherheit und Unsicherheit
Oft ist der wahre Umweltzustand nicht bekannt. Hier spricht man von Unsicherheit. Den Gegensatz bildet eine Situation der Sicherheit, in der der Umweltzustand bekannt ist. Es lässt sich folgende Gliederung vornehmen:
- Entscheidung unter Sicherheit: Die eintretende Situation ist bekannt. (Deterministisches Entscheidungsmodell)
- Entscheidung unter Unsicherheit: Es ist nicht mit Sicherheit bekannt, welche Umweltsituation {\displaystyle s_{j}} eintritt, man unterscheidet dabei weiter in:
  - Entscheidung unter Risiko: Die Wahrscheinlichkeit {\displaystyle p_{j}} für die möglicherweise eintretenden Umweltsituationen {\displaystyle s_{j}} ist bekannt. (Stochastisches Entscheidungsmodell)
  - Entscheidung unter Ungewissheit: Man kennt zwar die möglicherweise eintretenden Umweltsituationen, allerdings nicht deren Eintrittswahrscheinlichkeiten.

Bei einer Entscheidung unter Risiko können über alle möglichen Konsequenzen jeder einzelnen Entscheidung Erwartungswerte errechnet werden, während das bei einer Entscheidung unter Ungewissheit nicht möglich ist bzw. das Prinzip vom unzureichenden Grund (Indifferenzprinzip) angewendet wird, das jeder Option die gleiche Wahrscheinlichkeit zuordnet. Auf der Basis derartiger Wahrscheinlichkeitsbewertungen kann auch unter Ungewissheit eine Bestimmung des Erwartungswertes vorgenommen werden.
Der (ein- oder mehrstufige) Entscheidungsprozess mitsamt den verschiedenen Konsequenzen lässt sich grafisch als Entscheidungsbaum darstellen.

## Entscheidungs- und Spieltheorie
Die Grenzen zwischen Entscheidungs- und Spieltheorie sind fließend. Entscheidungen bei Risiko und unter Ungewissheit werden als Spiele gegen die Natur bezeichnet. Spiele bei einem bewusst handelnden Gegenspieler werden der Spieltheorie zugerechnet.
Gemeinsame Entscheidungen einer Gruppe von Individuen sind Inhalt der Sozialwahltheorie.